# Rattus salocco
Rattus salocco és una espècie de mamífer rosegador de la família dels múrids. És endèmic de la península sud-oriental de Sulawesi (Indonèsia). El seu hàbitat natural són els boscos montans. Es desconeix si hi ha cap amenaça significativa per a la supervivència d'aquesta espècie. El seu nom específic, salocco, significa ‘de Tanke Salokko’ en llatí.